# Atok
Atok ist eine philippinische Stadtgemeinde in der Provinz Benguet. Sie hat 19.668 Einwohner (Zensus 1. August 2015). Der Nebenfluss des Amburayan, der Naburgo River, entspringt auf dem Gebiet der Gemeinde am Mount Toyongan.

## Baranggays
Atok ist administrativ unterteilt in acht Baranggays.
- Abiang
- Caliking
- Cattubo
- Naguey
- Paoay
- Pasdong
- Poblacion
- Topdac